# Phaulacris variata
Phaulacris variata är en insektsart som beskrevs av Christiane Amédégnato och Marius Descamps 1979. Phaulacris variata ingår i släktet Phaulacris och familjen gräshoppor. Inga underarter finns listade i Catalogue of Life.